# Rue Vieille-du-Temple
| Rue Vieille-du-Temple                          | Rue Vieille-du-Temple                   |
| ---------------------------------------------- | --------------------------------------- |
|                                                |                                         |
| Arrondissement                                 |                                         |
| Kvarter                                        | Archives, Saint-Gervais, Enfants-Rouges |
| Starter                                        | rue de Bretagne                         |
| Slutter                                        | rue de Rivoli                           |
| Længde                                         | 855 meter                               |
| Bredde                                         | 14 meter                                |
| Oprettet                                       | 1270                                    |
| Benævnelse                                     |                                         |
|                                                |                                         |
| [[{{{areal kort}}}\|230px]]                    |                                         |
| Gaden set fra rue des Blancs-Manteaux mod syd. |                                         |

Rue Vieille-du-Temple ligger i hjertet af Maraiskvarteret i Paris i det 3. og 4. arrondissement i Paris.
Gaden er en af de ældste i byen og menes at være lavet i 1270.
Det var i denne gade, at Kronprins Frederik boede, da han i 1998 og '99 tilbragte 11 måneder på den danske ambassade i Paris, som 1. ambassadesekretær.